# Wesley Woods
Wesley Woods (ur. 3 czerwca 1986 w Neylandville) – amerykański aktor pornograficzny, tancerz go-go, model, komik i autor serii Sexy Funny Raw prezentowanej na YouTube pochodzenia niemiecko-holenderskiego.

## Młodość
Urodził się w Neylandville w hrabstwie Hunt w stanie Teksas. Jest synem kowboja. Ma dwóch młodszych braci; jeden został pastorem i misjonarzem, a drugi – sportowcem. Wychował się w Greenville, w dzieciństwie mieszkał również w Chicago i Las Vegas. 
Uczęszczał do Greenville High School.

## Kariera
Od dzieciństwa lubił rozśmieszać ludzi i odkrył, że ma dar komediowy; jego inspiracją byli Robin Williams, Mike Myers i Jim Carrey. W 2015 zaczął występować jako komik i stand-uper w klubach komediowych The Sayers Club SLS Hotel w Las Vegas i Chicago.
Dzielił dom z aktorką porno Silvią Saige i to ona zasugerowała mu wejście do branży pornograficznej. Jego debiut filmowy odbył się w studio GayRoom.com. Później występował w gejowskim filmie I’d Hit That wytwórni Raging Stallion, a także w filmach produkcji Men.com i Falcon Studios.
W 2017 otrzymał branżową nagrodę Grabby w kategoriach: „wykonawca roku” i „najgorętszy rimming” w Scared Stiff (2016). W 2018 odebrał statuetkę na gali Str8UpGayPorn Awards za wygraną w kategorii „najlepszy aktor” za rolę Jacka w filmie Falcon Studios Zack & Jack Make A Porno (2018). W 2019 zdobył GayVN Award za wygraną w kategoriach: „najlepszy aktor” i „wykonawca roku”.
W październiku 2019 poinformował o zakończeniu aktorskiej kariery w branży pornograficznej. 2 stycznia 2020 ogłoszono, że nawiązał współpracę promocyjno-producencką z wytwórniami Falcon Studios Group i NakedSword. 12 stycznia wręczył statuetkę na gali rozdania branżowych Str8GayPorn Awards.

## Życie prywatne
Dokonał homoseksualnego coming outu. 23 maja 2018 związał się z australijskim cyrkowcem i modelem Williamem Fieldem (ur. 22 lutego 1989 w Terrigal), lepiej znanym pod pseudonimem Woody Fox lub Willy Wagtail.
W sierpniu 2018 w West Hollywood padł ofiarą napaści na tle homofobicznym przez trzech mężczyzn.

## Nagrody i nominacje
| Rok  | Nagroda               | Kategoria                                                 | Film                              | Inni wykonawcy                                                 | Rezultat  |
| ---- | --------------------- | --------------------------------------------------------- | --------------------------------- | -------------------------------------------------------------- | --------- |
| 2017 | Grabby Award          | Najlepszy aktor                                           | Wild Weekend 1 & 2 (2016)         | –                                                              | Nominacja |
| 2017 | Grabby Award          | Najlepszy wykonawca uniwersalny                           | –                                 | –                                                              | Nominacja |
| 2017 | Grabby Award          | Najgorętszy pasyw                                         | –                                 | –                                                              | Nominacja |
| 2017 | Grabby Award          | Wykonawca roku                                            | –                                 | –                                                              | Wygrana   |
| 2017 | Grabby Award          | Najgorętsza zmiana pozycji                                | Buff & Scruff (2016)              | Bruce Beckham                                                  | Nominacja |
| 2017 | Grabby Award          | Najgorętsza zmiana pozycji                                | Let Them Eat Cake (2016)          | Gabriel Clark                                                  | Nominacja |
| 2017 | Grabby Award          | Najgorętsza zmiana pozycji                                | On Demand (2016)                  | Jordan Boss                                                    | Nominacja |
| 2017 | Grabby Award          | Najgorętszy rimming                                       | Wild Weekend 1 (2016)             | Ken Rodeo                                                      | Nominacja |
| 2017 | Grabby Award          | Najlepszy aktor wspierający                               | Scared Stiff (2016)               | –                                                              | Nominacja |
| 2017 | Grabby Award          | Najgorętszy rimming                                       | Scared Stiff (2016)               | Colby Keller, Tom Faulk, Jack Hunter, Ryan Rose i Seth Santoro | Wygrana   |
| 2017 | Grabby Award          | Najlepsza grupa                                           | Scared Stiff (2016)               | Colby Keller, Tom Faulk, Jack Hunter, Ryan Rose i Seth Santoro | Nominacja |
| 2018 | GayVN Award           | Najlepsza scena seksu grupowego                           | Scared Stiff (2016)               | Colby Keller, Tom Faulk, Jack Hunter, Ryan Rose i Seth Santoro | Nominacja |
| 2018 | GayVN Award           | Najlepszy aktor wspierający                               | Scared Stiff (2016)               | –                                                              | Nominacja |
| 2018 | GayVN Award           | Najlepsza scena seksu w duecie                            | It’s Coming (2017)                | Pheonix Fellington                                             | Nominacja |
| 2018 | GayVN Award           | Nagroda fanów – Ulubiona gwiazda mediów społecznościowych | –                                 | –                                                              | Nominacja |
| 2018 | GayVN Award           | Wykonawca roku                                            | –                                 | –                                                              | Nominacja |
| 2018 | Grabby Award          | Najlepszy uniwersalny wykonawca                           | –                                 | –                                                              | Nominacja |
| 2018 | Grabby Award          | Wykonawca roku                                            | –                                 | –                                                              | Nominacja |
| 2018 | XBIZ Award            | Gejowski wykonawca roku                                   | –                                 | –                                                              | Nominacja |
| 2018 | Str8UpGayPorn Award   | Nagroda widzów: Ulubiony wykonawca uniwersalny            | –                                 | –                                                              | Nominacja |
| 2018 | Str8UpGayPorn Award   | Najlepszy aktor                                           | Zack & Jack Make a Porno (2017)   | –                                                              | Wygrana   |
| 2019 | GayVN Award           | Najlepszy aktor                                           | Zack & Jack Make a Porno (2017)   | –                                                              | Wygrana   |
| 2019 | GayVN Award           | Wykonawca roku                                            | –                                 | –                                                              | Wygrana   |
| 2019 | GayVN Award           | Najlepsza scena seksu duetu                               | Love & Lust in New Orleans (2018) | Tyler Roberts                                                  | Nominacja |
| 2019 | Cybersocket Web Award | Najlepszy wykonawca internetowy                           | –                                 | –                                                              | Wygrana   |
| 2019 | XBIZ Award            | Gejowski wykonawca roku                                   | –                                 | –                                                              | Nominacja |
| 2019 | Grabby Awards         | Najlepszy aktor                                           | Zack & Jack Make A Porno (2017)   | –                                                              | Wygrana   |
| 2019 | Grabby Awards         | Najlepszy aktor wspierający                               | The Graduation                    | –                                                              | Nominacja |
| 2019 | Grabby Awards         | Najlepszy wykonawca uniwersalny                           | –                                 | –                                                              | Nominacja |
| 2019 | Grabby Awards         | Wykonawca roku                                            | –                                 | –                                                              | Nominacja |